# 翠颏蜂鸟
翠颏蜂鸟（学名：Abeillia abeillei），是雨燕目蜂鸟科的一种鸟类，是翠颏蜂鸟属（学名：Abeillia）的唯一一种。
翠颏蜂鸟体重约2.7克，翼长约47毫米，嘴峰长约13毫米，喙宽度约1.2毫米，喙厚度约1.7毫米，跗蹠长约6.3毫米，尾长约29.4毫米。翠颏蜂鸟在其分布区内为留鸟，其栖息在半开放的高大树木组成的森林中，食性为草食性，主要食物来源是植物的花蜜。

## 亚种
- ：分布于墨西哥东南部至洪都拉斯北部的山地。
- ：分布于洪都拉斯南部和尼加拉瓜北部的山地。[4]